# 5 janvier
Pour les articles homonymes, voir Cinq-Janvier.
5 décembre 5 février
Chronologies thématiques
- Croisades
- Ferroviaires
- Sports
- Disney
- Anarchisme
- Catholicisme

Abréviations / Voir aussi
- (° 1852) = né en 1852
- († 1885) = mort en 1885
- a.s. = calendrier julien
- n.s. = calendrier grégorien
- Calendrier
- Calendrier perpétuel
- Liste de calendriers
- Naissances du jour

Le 5 janvier est le 5e jour de l'année du calendrier grégorien.
Il reste 360 jours avant la fin de l'année, 361 lorsqu'elle est bissextile.
C'était généralement le 16e jour du mois de nivôse dans le calendrier républicain français, officiellement dénommé jour du silex.

## Événements

### Xesiècle
- 951 : abdication du roi Ramire II de León.

### XIesiècle
- 1066 : mort sans descendance d'Édouard le Confesseur, ce qui incite à la conquête normande de l'Angleterre par duc Guillaume Ier le Conquérant.

### XIVesiècle
- 1307 : à Paris, les 28 meneurs de l'émeute du 30 décembre 1306 sont pendus[1].
- 1355 : traité de Paris mettant fin au conflit opposant la Savoie à la France, au  Dauphiné et au Faucigny.

### XVesiècle

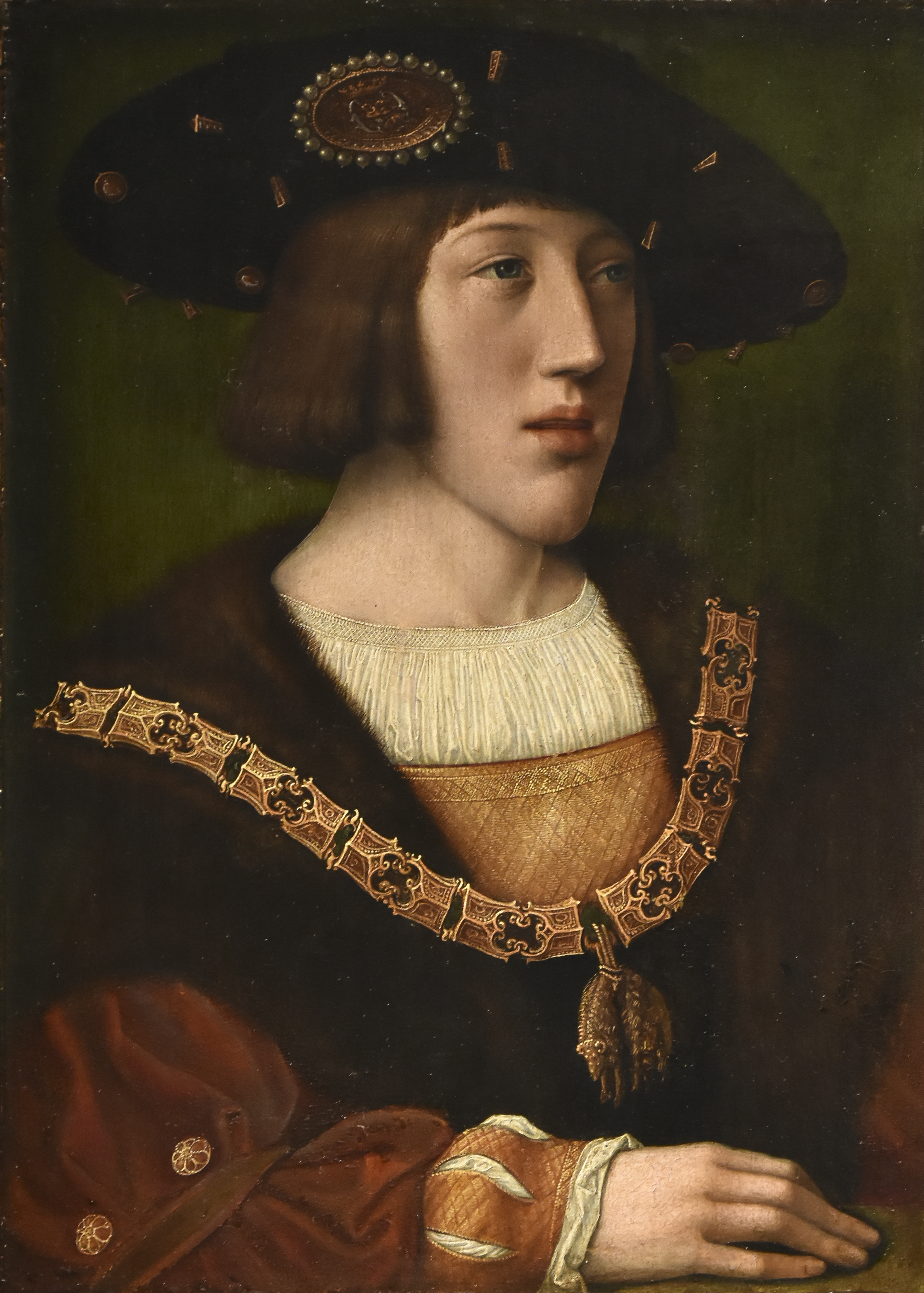
Le futur Charles V âgé de 15 ans.

- 1477 : bataille de Nancy où, vaincu par le duc René II de Lorraine, Charles le Téméraire trouve la mort. Depuis lors, fête « nationale » de la Lorraine et du Barrois.

### XVIIesiècle
- 1675 : victoire de l'officier militaire français Turenne à la bataille de Turckheim, pendant la guerre de Hollande .

### XVIIIesiècle
- 1757 : Attentat de Robert-François Damiens contre la personne du roi Louis XV de France.

### XIXesiècle
- 1809 : traité des Dardanelles.Bataille de Nancy (Delacroix, 1831).

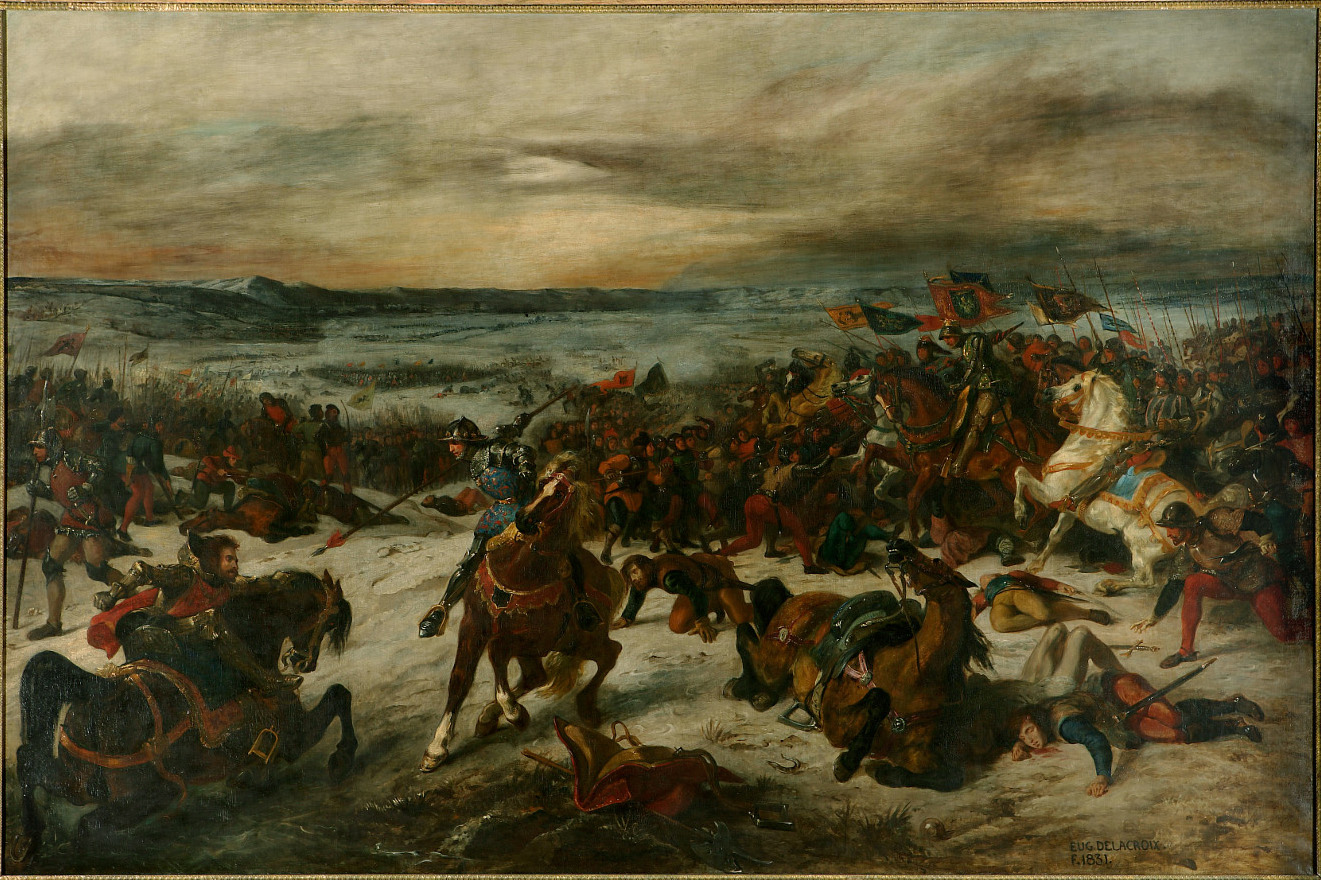
Bataille de Nancy (Delacroix, 1831).

- 1895 : le capitaine Alfred Dreyfus est publiquement et solennellement dégradé pour haute trahison, dans la cour de l'École militaire à Paris.Dégradation du capitaine Dreyfus.

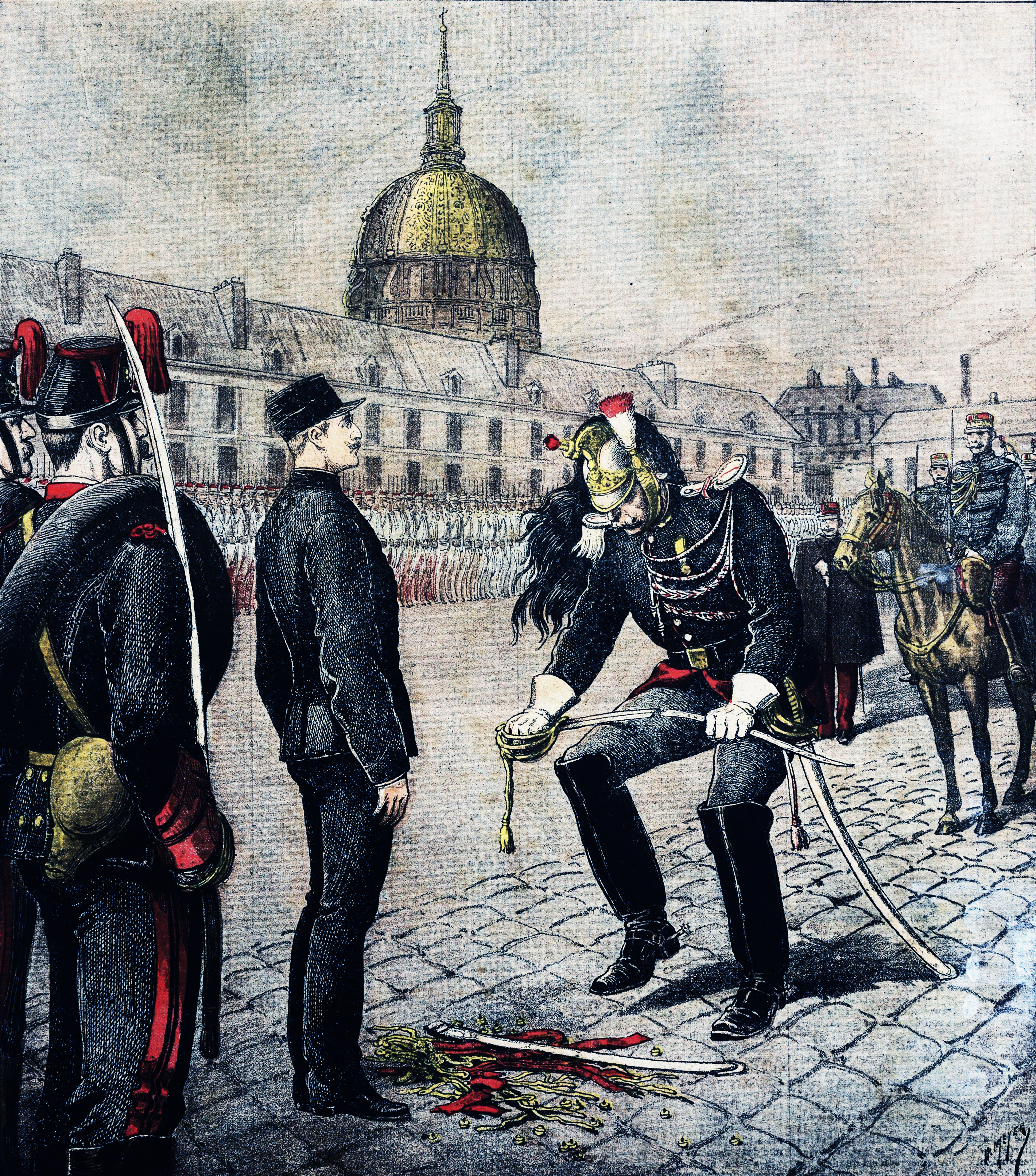
Dégradation du capitaine Dreyfus.

### XXesiècle
- 1919 :
  - début de la révolte spartakiste de Berlin ;
  - fondation du parti ouvrier allemand qui deviendra le parti national-socialiste des travailleurs allemands (parti nazi).
- 1929 : instauration de la dictature en Yougoslavie par le roi Alexandre Ier[2].
- 1930 : début de la campagne de dékoulakisation en Russie soviétique[3].
- 1937 : exécution à Majorque de cinq républicaines du groupe Roges de Molinar par les nationalistes espagnols[4].
- 1945 : constituant une des dernières poches de résistance allemande en France, la ville de Royan est anéantie par un bombardement massif[5].
- 1957 : le président américain Dwight D. Eisenhower introduit la doctrine Eisenhower devant le Congrès des États-Unis.
- 1968 : Alexander Dubček devient le premier secrétaire du Parti communiste de Tchécoslovaquie, ce qui marque le début du Printemps de Prague.
- 1976 : proclamation de la Constitution cambodgienne du « Kampuchéa démocratique » par les Khmers rouges.

### XXIesiècle
- 2020 :
  - en Croatie, second tour de l'élection présidentielle, qui voit la victoire de Zoran Milanović[6] ;
  - en Ouzbékistan, un second tour est organisé afin de renouveler la Chambre législative (Oliy Majlis).
- 2022 : au Kazakhstan, la révolte anti-gouvernementale provoque le départ du Premier ministre Askar Mamine, remplacé par Alikhan Smaïlov[7].

## Art, culture et religion
- 1637 : première représentation du Cid de Corneille (théâtre du Marais de Paris).
- 1875 : inauguration de l'opéra Garnier à Paris.
- 1920 : Tristan Tzara arrive à Paris[8].
- 1953 : création de la pièce En attendant Godot (théâtre de Babylone).
- 1964 : première entrevue depuis cinq siècles, entre le chef de l'Église catholique (Paul VI) et un patriarche de l'Église orthodoxe (le patriarche Benoît Ier de Jérusalem).
- 2021 : jubilé de la radio française publique FIP.

## Sciences et techniques
- 1665 : parution à Paris du premier numéro de la première revue scientifique (le Journal des Sçavans).
- 1933 : début de la construction du pont du Golden Gate à San Francisco.
- 1969 : lancement d'une sonde spatiale soviétique en direction de la planète Vénus, atteinte quatre mois plus tard.

## Économie et société
- 1949 : introduction du Fair Deal par le président américain Harry S. Truman.
- 1975 : désastre du Tasman Bridge.
- 2003 : embouteillage monstre pour 15.000 automobilistes bloqués près du péage autoroutier de Saint-Arnoult-en-Yvelines en Île-de-France pendant 14 heures, dû notamment à des intempéries neigeuses [9].
- 2023 :  au Mexique, l'arrestation d'Ovidio Guzmán López à Culiacán conduit à des violents combats entre le cartel de Sinaloa et les forces de l'ordre. Une trentaine de personnes sont mortes et plus d'une cinquantaine blessées[10].

## Naissances

### XVIesiècle
- 1548 : Francisco Suárez, philosophe et théologien espagnol († 25 septembre 1617).
- 1592 : Shâh Jahân (شهاب الدین محمّد شاه جهان), empereur moghol de 1628 à 1658 († 22 janvier 1666).

### XVIIIesiècle
- 1703 : Paul d'Albert de Luynes, prélat français († 21 janvier 1788).
- 1723 : Nicole-Reine Lepaute, astronome et mathématicienne française († 6 décembre 1788).
- 1759 : Jacques Cathelineau, militaire français, chef royaliste vendéen († 14 juillet 1793).
- 1762 : Constanze Mozart, épouse de Wolfgang Amadeus Mozart († 6 mars 1842).
- 1767 : Jean-Baptiste Say, économiste, journaliste et industriel français († 14 novembre 1832).
- 1779 : Zebulon Pike, militaire et explorateur américain († 27 avril 1813).
- 1786 : Thomas Nuttall, botaniste et ornithologue américain († 10 septembre 1859).

### XIXesiècle
- 1810 : Auguste Mermet, compositeur français († 4 juillet 1889).
- 1813 : Adrien de Lavalette, journaliste et entrepreneur français († 10 janvier 1886).
- 1827 : Manfred von Seherr-Thoss, homme politique prussien († 5 octobre 1911).
- 1837 : Pamphile Le May, romancier et poète québécois († 11 juin 1918).
- 1838 : Camille Jordan, mathématicien français († 22 janvier 1922).
- 1846 : Rudolf Christoph Eucken, philosophe allemand († 15 septembre 1926).
- 1855 : King Camp Gillette, ingénieur et homme d’affaires américain, inventeur du rasoir de sûreté († 9 juillet 1932).
- 1870 : Ella Harper, phénomène de foire américaine († 19 décembre 1921).
- 1871 :
  - Federigo Enriques, mathématicien italien († 14 juin 1946).
  - Gino Fano, mathématicien italien († 8 novembre 1952).
- 1876 : Konrad Adenauer, chancelier fédéral d'Allemagne, l'un des pères fondateurs de la réconciliation  et de la CÉE († 19 avril 1967).
- 1878 : Nelly Roussel, militante féministe et anarchiste française († 18 décembre 1922).
- 1880 : Toussaint Ambrosini, homme politique français († 14 janvier 1946).
- 1881 : Henri Le Savoureux, psychiatre et écrivain français († 20 juin 1961).
- 1884 : Arnaud Denjoy, mathématicien français († 21 janvier 1974).
- 1885 : Fannie Tremblay (Stéphanie Massey dite), actrice québécoise († 18 janvier 1970).
- 1886 : 
  - Paul Bellemain, architecte français († 31 août 1953).
  - Koichi Kawai, homme d'affaires japonais († 5 octobre 1955).
  - Renato Paresce, peintre italien († 15 octobre 1937).
  - Markus Reiner, ingénieur israélien († 25 avril 1976).
- 1896 : Maria Costanza Panas, religieuse italienne, vénérable († 28 mai 1963).
- 1897 : Kiyoshi Miki (三木 清), philosophe japonais († 26 septembre 1945).
- 1900 : Yves Tanguy, peintre français († 15 janvier 1955).

### XXesiècle
- 1902 : Hubert Beuve-Méry, homme de presse français († 6 août 1989)[11].
- 1903 : Henri Le Thomas, Compagnon de la Libération († 19 décembre 1964).
- 1906 : Pierre Seghers, poète et éditeur français († 4 novembre 1987)[11].
- 1907 : Volmari Iso-Hollo, coureur de fond finlandais double champion olympique († 23 juin 1969).
- 1908 : Pierre de Morsier, officier de marine, compagnon de la Libération († 18 septembre 1991).
- 1909 : Stephen Cole Kleene, mathématicien américain († 25 janvier 1994).
- 1910 : Jack Lovelock, athlète néo-zélandais spécialiste du demi-fond († 28 décembre 1949).
- 1911 : Jean-Pierre Aumont (Jean-Pierre Philippe Salomons dit), comédien français († 30 janvier 2001)[11].
- 1913 : Pierre Veuillot, prélat français († 14 février 1968).
- 1914 :
  - George Reeves, acteur américain († 16 juin 1959).
  - Nicolas de Staël, peintre français († 16 mars 1955)[11].
- 1915 : John Tate, acteur australien († 19 mars 1979).
- 1917 : 
  - Wieland Wagner, metteur en scène et directeur de festival musical allemand († 17 octobre 1966).
  - Jane Wyman (Jane Mayfield dite), actrice américaine († 10 septembre 2007).
  - Adolfo Consolini, athlète italien champion olympique du lancer du disque († 20 décembre 1969).
- 1919 : Jacques Laurent, romancier, critique et historien français († 29 décembre 2000)[11].
- 1920 : Arturo Benedetti Michelangeli, musicien italien († 12 juin 1995).
- 1921 :
  - Jean, grand-duc de Luxembourg de 1964 à 2000 († 23 avril 2019).
  - Friedrich Dürrenmatt, dramaturge suisse († 14 décembre 1990).
- 1922 : Aleksey Gushchin, tireur sportif champion olympique († 1987).
- 1923 : Samuel Cornelius « Sam » Phillips, producteur américain († 30 juillet 2003).
- 1924 : Vera Molnár, artiste d’origine hongroise installée en France et précurseure des arts numérique et algorithmique († 7 décembre 2023).
- 1925 : Jean-Claude Michel, acteur français et doublure vocale francophone (Sean Connery ou Clint Eastwood ; † 10 décembre 1999).
- 1928 : 
  - Zulfikar Ali Bhutto (ذوالفقار علی بھٹو), homme politique pakistanais, Premier ministre du Pakistan de 1973 à 1977 († 4 avril 1979).
  - Walter Mondale, homme politique américain († 19 avril 2021).
- 1929 : 
  - Wilbert Harrison, chanteur et musicien américain († 26 octobre 1994).
  - Alexandre « Alex » Jany, nageur français († 18 juillet 2001)[11].
- 1930 : Edward Givens, astronaute américain († 6 juin 1967).
- 1931 :
  - Alvin Ailey, chorégraphe américain († 1er décembre 1989).
  - Alfred Brendel, pianiste autrichien.
  - Buddy Davis, athlète américain champion olympique de saut en hauteur († 17 novembre 2020).
  - Gérard Defois, prélat français.
  - Robert Duvall, acteur américain.
- 1932 : 
  - Umberto Eco, universitaire et homme de lettres italien († 19 février 2016).
  - Raïssa (Maximovna) Gorbatchev(a) Titarenko, enseignante russe dernière "première dame" de l'URSS († 20 septembre 1999).
- 1934 : 
  - Philip « Phil » Ramone, musicien, ingénieur du son et compositeur américain († 30 mars 2013).
  - Rufus Thibodeaux, violoniste (a)cadien († 12 août 2005).
- 1935 : 
  - le comte Jean-Pierre de Launoit, homme d'affaires, homme de culture et philanthrope belge († 12 novembre 2014).
  - Forough Farrokhzad, poétesse iranienne († 13 février 1967).
- 1938 : 
  - Juan Carlos Ier, roi d'Espagne de 1975 à 2014[11] auto-exilé en Arabie.
  - Jean-Guy Paquet, scientifique et homme d’affaires québécois.
  - Ngugi wa Thiong'o, écrivain kényan.
- 1939 : Bernard Primeau, batteur de jazz québécois († 9 octobre 2006).
- 1941 : Hayao Miyazaki (宮崎 駿), réalisateur et mangaka japonais.
- 1942 : 
  - Maurizio Pollini, pianiste italien († 23 mars 2024).
  - Dany Saval (Danielle Nadine Savalle épouse / compagne Drucker dite), actrice française[11].
- 1943 : Carolyn Schuler, nageuse américaine double championne olympique († 22 juillet 2024).
- 1945 : Roger Spottiswoode, réalisateur, scénariste et producteur canadien.
- 1946 :
  - André Ceccarelli, musicien français.
  - Diane Keaton, actrice américaine.
- 1947 : Virginie Vignon, actrice française.
- 1948 : 
  - Marcel Aubut, homme d’affaires et administrateur québécois, président du Comité olympique canadien.
  - Patrice Hagelauer, tennisman, consultant et entraîneur français.
  - Ted Lange, acteur américain.
- 1949 :
  - Rachid Bahri (رشيد بحري), chanteur algérien.
  - Anne-Marie Lizin, femme politique belge († 17 octobre 2015).
- 1950 :
  - Jean-Yves Autexier, homme politique français.
  - John Manley, homme politique, d'affaires et avocat canadien.
  - Christopher « Chris » Stein, guitariste et compositeur américain du groupe Blondie.
  - Krzysztof Wielicki, alpiniste polonais.
- 1951 : Christophe de Ponfilly, journaliste français († 16 mai 2006).
- 1952 : 
  - Hervé Duthu, journaliste sportif français de télévision spécialisé en tennis.
  - Ulrich « Uli » Hoeness, footballeur allemand.
- 1953 : Pamela Sue Martin, actrice américaine.
- 1956 : 
  - Svetlana Gincheva, rameuse bulgare.
  - Frank-Walter Steinmeier, homme politique allemand, élu président de la République d'Allemagne en 2017.
- 1958 : Ion Draica, lutteur roumain champion olympique.
- 1959 : Clancy Brown, acteur américain.
- 1960 : Veselin Đuho, joueur de water-polo yougoslave double champion olympique.
- 1961 :
  - Éric Bouvier, joueur international français de volley-ball puis dirigeant d'entreprise.
  - Basil McRae, hockeyeur professionnel canadien.
  - Frédéric Taddeï, journaliste français.
- 1962 : 
  - Suzy Amis, actrice américaine.
  - Carmine Abbagnale, rameur d'aviron italien champion olympique.
- 1963 : 
  - Philippe Bercovici, auteur de bandes dessinées français.
  - Jeffrey Joseph « Jeff » Fassero, joueur de baseball américain.
- 1964 : Olivier Baroux, comédien, réalisateur et humoriste français.
- 1965 : 
  - Tracy Ham (en), joueur de football américain dans la LCF.
  - Patrik Sjöberg, sauteur en hauteur suédois, champion du monde.
- 1967 : 
  - Christopher William « Chris » Nabholz, joueur de baseball américain.
  - Ramona Portwich, kayakiste allemande triple championne olympique.
- 1968 :
  - DJ BoBo (Peter René Cipriano Baumann dit), musicien suisse.
  - Joé Juneau, hockeyeur professionnel québécois.
  - Laly Meignan, actrice française.
  - Leila Meskhi (ლეილა მესხი), joueuse géorgienne de tennis.
- 1969 : Marilyn Manson (Brian Hugh Warner dit), chanteur gothique américain.
- 1975 : Bradley Cooper, acteur américain.
- 1978 : Jaike Belfor, actrice néerlandaise.
- 1979 : Marta Wojtanowska, lutteuse polonaise.
- 1982 : Benoît Vaugrenard, cycliste français.
- 1988 : Pauline (Pauline Vasseur dite), chanteuse française.
- 1993 :
  - Jennifer Ågren, taekwondoïste suédoise.
  - Bian Ka, athlète chinoise.
  - Elijah Manangoi, athlète kényan.
  - Jolanda Neff, coureuse cycliste suisse.
- 1994 : Hana El Zahed, actrice égyptienne.
- 1996 : Luka Mkheidze, judoka français.

### XXIesiècle
- 2018 : Ameya Anilkumar, actrice indienne.

## Décès

### IXesiècle
- 842 : Al-Muʿtasim (المعتصم), calife abbasside (° 794).

### XIesiècle
- 1066 : Édouard le Confesseur, roi d'Angleterre de 1042 à 1066 (° vers 1004).

### XIIesiècle
- 1173 : Boleslas IV, duc de Pologne de 1146 à 1173 (° 1120).

### XIIIesiècle
- 1236 : Roger de Todi ou Rogerio da Todi (en), moine franciscain fidèle compagnon de Saint François d'Assise (° inconnue).

### XVesiècle
- 1465 : Charles Ier d'Orléans, prince et poète français (° 24 novembre 1394).
- 1477 : Charles le Téméraire, duc de Bourgogne de 1467 à 1477 (° 10 novembre 1433).

### XVIesiècle
- 1524 : Marko Marulić, poète croate (° 18 août 1450).
- 1588 : Qi Jiguang (戚繼光), militaire chinois (° 1528).
- 1589 : Catherine de Médicis, reine puis régente de France de 1547 à 1563, veuve de Henri II (° 13 avril 1519).

### XVIIIesiècle
- 1701 : Louis François Marie Le Tellier, marquis de Barbezieux, homme d'État français secrétaire d'État à la Guerre (° 23 juin 1668).
- 1735 : Carlo Ruzzini, 113e doge de Venise de 1732 à 1735 (° 11 novembre 1653).
- 1740 : Antonio Lotti, compositeur italien (° 1667).
- 1762 (n.s.) : Élisabeth Ire (Елизавета Петровна), tsarine russe de 1741 à 1762, fille de Pierre le Grand (° 29 décembre 1709).
- 1776 : Simon Claude Grassin de Glatigny, créateur des arquebusiers de Grassin (° 16 mars 1701).

### XIXesiècle
- 1805 : Pierre Guillemot, chef chouan de la Légion du Morbihan de l'Armée catholique et royale, "roi de Bignan" (° 1er novembre 1759).
- 1818 : Marcello Bacciarelli, peintre italien (° 16 février 1731).
- 1858 : Joseph Radetzky, militaire autrichien (° 2 novembre 1766).
- 1860 : John Neumann, prélat et saint américain, évêque de Philadelphie de 1852 à 1860 (° 28 mars 1811).
- 1883 : Alfred Chanzy, militaire français (° 18 mars 1823).
- 1885 :
  - Adolphe von Auersperg, homme politique autrichien (° 21 juin 1821).
  - John Jackson, ecclésiastique britannique (° 22 février 1812).
- 1886 : Ernest Panckoucke, imprimeur, libraire et éditeur français (° 4 décembre 1808).

### XXesiècle
- 1904 : Karl Alfred von Zittel, paléontologue allemand (° 25 septembre 1839).
- 1910 : Léon Walras, économiste français (° 16 décembre 1834).
- 1917 : Félix Wielemans, militaire, chef d'état-major belge (° 10 janvier 1863).
- 1922 : Ernest Shackleton, explorateur irlandais (° 15 février 1874).
- 1926 : Victor Bendix, chef d'orchestre, pianiste et compositeur danois (° 17 mai 1851).
- 1933 : Calvin Coolidge, homme politique et juriste américain, 30e président des États-Unis, de 1923 à 1929 (° 4 juillet 1872).
- 1937 : Aurora Picornell, femme politique communiste, féministe et syndicaliste espagnole (° 1er octobre 1912).
- 1940 :  Richard Roundell, homme politique britannique (° 4 novembre 1872).
- 1941 : Amy Johnson, aviatrice britannique (° 1er juillet 1903).
- 1942 : Clarence Gagnon, artiste-peintre québécois (° 8 novembre 1881).
- 1943 : George Washington Carver, botaniste américain (° entre 1860 et 1865).
- 1951 : Andreï Platonov (Andreï Klimentov ou Андрей Платонович Климентов dit), écrivain russe (° 1er septembre 1899).
- 1952 : Georges Stimart, peintre belge (° 9 janvier).
- 1955 : Marcel Déat, homme politique français, acteur de la Collaboration (° 7 mars 1894).
- 1956 : Mistinguett (Jeanne Florentine Bourgeois dite), chanteuse française (° 3 avril 1875).
- 1960 :
  - Fernand Gregh, critique littéraire et académicien français (° 14 octobre 1873).
  - Francesc Sabaté Llopart, anarchiste espagnol (° 30 mars 1915).
- 1961 : Marília Chaves Peixoto, mathématicienne et ingénieure brésilienne (° 24 février 1921).
- 1963 : Rogers Hornsby, joueur de baseball américain (° 27 avril 1896).
- 1970 : 
  - Max Born, physicien allemand, prix Nobel de physique en 1954 (° 11 décembre 1882).
  - Sylvie (Louise Pauline Mainguené dite), actrice française (° 3 janvier 1883).
- 1976 : Malcolm « Mal » Evans, gérant de tournées anglais, assistant et ami des Beatles (° 27 mai 1935).
- 1979 : Charles Mingus, musicien américain (° 22 avril 1922).
- 1981 : 
  - Harold Clayton Urey, chimiste américain, prix Nobel de chimie en 1934 (° 29 avril 1893).
  - Lanza del Vasto (Giuseppe Lanza di Trabia-Branciforte dit), philosophe italien (° 29 septembre 1901).
- 1985 : Robert Surtees, directeur de photographie américain (° 9 août 1906).
- 1987 : Herman Smith-Johannsen, skieur de fond canadien d'origine norvégienne (° 15 juin 1875).
- 1988 : Pete Maravich, basketteur américain (° 22 juin 1947).
- 1990 : Arthur Kennedy, acteur américain (° 17 février 1914).
- 1993 : Juan Benet, écrivain espagnol (° 7 octobre 1927).
- 1995 :
  - Paul Collette, résistant français (° 12 août 1920).
  - Francis Lopez, compositeur français (° 15 juin 1916).
- 1997 : 
  - André Franquin, auteur de bande dessinée belge (° 3 janvier 1924).
  - Burton Lane, compositeur et parolier américain (° 2 février 1912).
- 1998 : Salvatore Phillip « Sonny » Bono, chanteur et homme politique américain (° 16 février 1935).

### XXIesiècle
- 2002 : Adèle Denys, conteuse franco-gallo-bretonne centenaire, du pays gallo (° 24 octobre 1899).
- 2003 : Massimo Girotti, acteur italien (° 18 mai 1918).
- 2004 : Frank Edwin « Tug » McGraw, Jr. (en), joueur de baseball professionnel américain (° 30 août 1944).
- 2006 : Kenneth « Ken » Mosdell, hockeyeur professionnel canadien (° 13 juillet 1922).
- 2007 : Momofuku Ando (安藤百福), homme d'affaires japonais (° 5 mars 1910).
- 2008 : 
  - John Ashley, arbitre canadien de la Ligue nationale de hockey (° 5 mars 1930).
  - Michel Conte, danseur, chorégraphe, chanteur et compositeur québécois d'origine française (° 17 juillet 1932).
  - Raymond Forni, homme politique français président de l'Assemblée nationale (° 20 mai 1941).
- 2013 : 
  - Jean de Herdt, judoka français (° 22 juillet).
  - Joseph-Aurèle Plourde, prélat canadien (° 12 janvier 1915).
  - Claude Préfontaine, acteur québécois (° 24 janvier 1933).
- 2014 : 
  - Jerry Coleman (en), joueur, puis gérant de baseball professionnel américain (° 14 septembre 1924).
  - Philippe Boiry dit Philippe Ier d'Araucanie, journaliste et poète français, roi de jure d'Araucanie et de Patagonie (° 19 février 1927).
  - Eusébio da Silva Ferreira, joueur de football portugais (° 25 janvier 1942).
- 2015 :
  - Philippe Baillet, basketteur français (° 6 octobre 1940).
  - Jean-Pierre Beltoise, pilote automobile français (° 26 avril 1937).
- 2016 : 
  - Pierre Boulez, compositeur et chef d'orchestre français (° 26 mars 1925).
  - Nicholas Caldwell, musicien américain issu du groupe musical The Whispers (° 5 avril 1944).
- 2017 : 
  - Guy Corneau, psychothérapeute et auteur québécois (° 13 janvier 1951).
  - Tullio De Mauro, linguiste et homme politique italien (° 31 mars 1932).
  - Frank Murphy, athlète de demi-fond irlandais (° 21 mai 1947).
- 2018 : Henry Jean-Baptiste, homme politique français (° 3 janvier 1933).
- 2019 : Jean-Eudes Dubé, homme politique canadien (° 6 novembre 1926).
- 2022 : 
  - Mohamed Hilmi (Ameziane Brahimi dit), acteur et metteur en scène algérien (° 15 février 1931).
  - Francisco Álvarez Martínez, cardinal espagnol, ancien archevêque de Tolède (° 14 juillet 1925).
- 2023 : 
  - Earl Boen, acteur américain (° 8 août 1941).
  - Ernesto Castano, footballeur international italien (° 2 mai 1939).
  - Nate Colbert, joueur professionnel américain de baseball (° 9 avril 1946).
  - Mondeño, torero espagnol (° 7 janvier 1934).
  - Ernesto Alfredo Piñón de la Cruz, criminel mexicain (° 6 avril 1989).
  - Michael Snow, artiste canadien (° 10 décembre 1929).
- 2025 : 
  - Benoît Allemane, acteur français de doublage (° 28 décembre 1942).
  - Joseph Bendounga, homme politique centrafricain (° 17 mars 1954).
  - Anne-Marie Comparini, femme politique française (° 11 juillet 1947).

## Célébrations

### Nationales ou régionales
- Harbin (Mandchourie et Chine) : festival de sculptures de glace et de neige (photo ci-contre).
- Lorraine (France) : ancienne "fête nationale" des Lorrains célébrant cette date depuis 1477 ci-avant et la mort du Téméraire près de Nancy ; peu fêtée de nos jours mais très présente avant 1766.[réf. nécessaire]

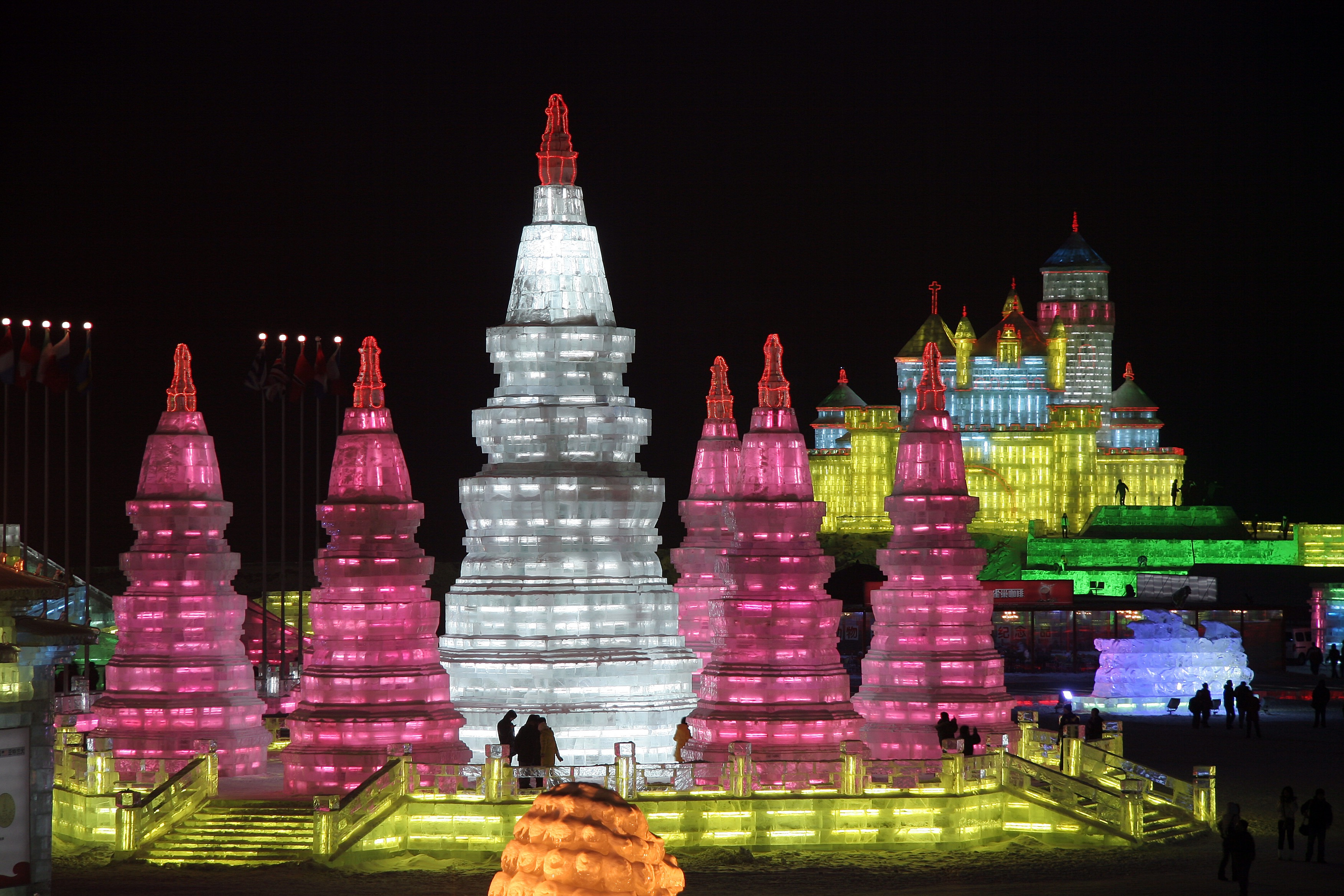
Illuminations aux sommets du festival de Harbin en 2008.

### Religieuse
- Christianisme catholique un peu apocryphe[pas clair] : « Cavalcade des Rois mages » ou Cabalgata de los Reyes Magos (es) en Espagne et dans quelques villes du Mexique, avec distribution ou échange de cadeaux davantage qu'à Noël (voir aussi Noëls orthodoxes les jours suivants).

### Saints des Églises chrétiennes

#### Saints des Églises catholiques et orthodoxes
Saints des Églises catholiques et orthodoxes :
- Conwoïon († 868), archidiacre de Vannes puis 1er abbé  du monastère Saint-Sauveur de Redon.
- Deogratias de Carthage († 457), évêque de Carthage.
- Émilienne († VIe siècle), tante du pape saint Grégoire le Grand.
- Grégoire d'Akritas († 820), martyr.
- Ménas le Sinaïte (VIe siècle), moine.
- Synclétique († IVe siècle), religieuse à Alexandrie.
- Théodore de Cagliari († 313), martyr.
- Théoeidos († 303), martyr.

#### Saints et bienheureux des Églises catholiques
Saints et bienheureux des Églises catholiques :
- Charles Houben († 1893), prêtre irlandais passioniste.
- Édouard le Confesseur († 1066), roi d'Angleterre (ou des Anglo-Saxons).
- François Peltier, Jacques Ledoyen, Pierre Tessier († 1794), bienheureux prêtres français - martyrs de la Révolution française.
- Geneviève Torres Morales († 1956), religieuse espagnole - fondatrice des sœurs du Sacré-Cœur de Jésus et des anges.
- Gerlac de Houthem († 1170), ermite néerlandais.
- Jean Népomucène Neumann († 1860), prêtre tchèque rédemptoriste et 4e évêque de Philadelphie.
- Marcelline Darowska († 1911), bienheureuse religieuse polonaise - fondatrice de congrégation.
- Marie Repetto († 1890), bienheureuse religieuse italienne sœur de Notre-Dame du Refuge, au Mont-Calvaire.
- Pierre Bonilli († 1935), bienheureux prêtre italien fondateur des sœurs de la Sainte Famille de Spolète.
- Roger de Todi ou Rogerio da Todi (en) († 1236), bienheureux franciscain italien.

#### Saints orthodoxes
- Romanos le Néomartyr († 1694), martyr.

### Prénoms du jour[Où?]
Bonne fête aux Édouard et ses variantes : Ed, Eddie, Eddy, Edouarde, Edouardine, Eduard, Eduardo, Edward (sinon Durward), Ned, Neil (Niels voire Nelson plutôt les 11 décembre comme aphérèse(s) de Daniel), Ted, Teddy (plutôt qu'aux Théodore etc.), etc.
Et aussi aux :
- Conwoion,
- Deogratias,
- Émilienne et ses variantes : Émiliane, Emiliana, etc. (Émilie les 19 septembre).

## Traditions et superstitions

### Dictons
- « À la Saint-Gerlac le temps froid et serein, l'année sera bonne c'est certain. »[14]
- « Au 5 de janvier, tu sauras le temps de tout le mois. »[15]

### Astrologie
- Signe du zodiaque : 15e jour du signe astrologique du Capricorne.

## Toponymie
- Les noms de plusieurs voies, places, sites ou édifices de pays ou régions francophones contiennent cette date sous diverses graphies : voir Cinq-Janvier .